# 니스위미슈코데위난 연맹
니스위미슈코데위난 연맹(오지브와어: Niswi-mishkodewinan→세 모닥불 회의)은 아니시나베(알곤킨 제족의 한 갈래) 계열 부족인 오지브와족, 오타와족, 포타와토미족 세 부족이 맺은 동맹이었다. 원주민 장로들의 전승에서는 8세기 말엽에 만들어졌다고 전한다.
연맹에서 오지브와족이 “큰형”, 오타와족이 “둘째형”, 포타와토미족이 “막내동생”이었다. 또한 오지브와는 “신앙의 수호자”, 오타와는 “교역의 수호자”, 포타와토미는 “불의 수호자”라고 했다.
부족회의가 열리는 곳이 연맹의 수도라 할 수 있지만 당연히 그 장소는 수시로 바뀌었는데, 대체로 지리적으로 중앙에 위치한 미셜러매커나우(오늘날의 미시간주 매키너우섬 일대)가 선호되었다. 부족회의에서는 정치, 군사, 주변 다른 부족과의 외교를 논하였다. 백인들과의 외교 역시 부족회의에서 논의되었는데, 프랑스인은 웨미티구지(Wemitigoozhi), 영국인은 자아가나아시(Zhaaganaashi), 미국인은 기치무고마아낙(Gichi-mookomaanag)이라고 불렀다.
연맹은 대체로 주변 부족들과 평화롭게 지냈지만, 분쟁이 말로 해결되지 않으면 전쟁으로 번지기도 했다. 특히 동쪽의 이로쿼이 연맹과 서쪽의 수 연맹이 주적이었다. 연맹의 큰형인 오지브와족은 동부의 패자 이로쿼이의 공격적 팽창을 처음으로 막아낸 부족으로서, 1680년대 이후에는 프랑스 식민지와 동맹해서 영국의 동맹인 이로쿼이가 정복해온 서부 영토를 빼앗고 그들을 오늘날의 뉴욕주의 본거지로 몰아냈다.
니스위미슈코데위난 연맹은 프렌치 인디언 전쟁과 폰티악 전쟁에서는 영국과 싸웠다. 미합중국 독립 이후 니스위미슈코데위난 연맹은 이로쿼이, 웬다트, 알곤킨, 니피싱 등 다른 오대호 원주민들과 함께 인디언 합중국에 참여했고, 북서 인디언 전쟁과 1812년 미영전쟁에서는 미국과 싸웠다.
북서 인디언 전쟁의 결과 인디언 합중국이 와해(1795년 그린빌 조약)된 이후에도 니스위미슈코데위난 연맹은 존속했으나 1820-30년대에 결국 미국 연방정부에 땅을 팔고 이주당했다(1833년 시카고 조약, 1836년 워싱턴 조약). 미국 정부가 이들에게서 매입한 땅이 오늘날의 미시간주, 일리노이주, 위스콘신주 상당부분에 해당한다.